# Baru
Pour les articles homonymes, voir Baru (Hunedoara) et Barú.
Hervé Barulea, dit Baru, né le 29 juillet 1947 à Villerupt (Meurthe-et-Moselle), est un auteur français de bande dessinée, d'origine italienne.

## Biographie
Hervé Barulea effectue ses études à l'université de Lorraine, d'abord en section maths-physique, puis il s'oriente vers la faculté de sports. Il est d'abord professeur d'éducation physique au collège Jacques-Callot de Neuves-Maisons, près de Nancy et enseigne ensuite à l'École supérieure d'art de Lorraine. 
Encouragé par l'éditeur Étienne Robial, Baru débute en 1982 dans Pilote avec des récits complets. En 1985, il obtient l'Alfred du meilleur premier album en langue française au festival d'Angoulême pour le premier tome de sa série Quéquette blues, qui raconte le quotidien d'une bande d'adolescents dans la Lorraine ouvrière de la fin des années 1960. Plus de dix ans plus tard, il est à nouveau récompensé au Festival d'Angoulême 1996 avec l'Alph-art du meilleur album pour L'Autoroute du soleil.
En 2006, il obtient le « Grand Boum », Prix du festival de bande dessinée de Blois, pour l'ensemble de son œuvre. 
Le 31 janvier 2010, il reçoit le Grand prix de la ville d'Angoulême pour l'ensemble de son œuvre. Un documentaire intitulé Génération Baru,, réalisé par Jean-Luc Muller, est projeté lors de ce même festival.
Le thème le plus récurrent de son œuvre est la classe ouvrière, et plus particulièrement, celle de l'est de la France et des immigrés italiens. Les Années Spoutnik en est un très bon exemple. C'est une œuvre partiellement autobiographique, ayant comme protagonistes des enfants d'immigrés dans les cités ouvrières de Lorraine dans les années 1950.

### Engagement politique
En 2012, il soutient Jean-Luc Mélenchon, candidat du Front de gauche à l'élection présidentielle.

## Publications
- Quéquette Blues, Dargaud, (3 tomes réunis en intégrale chez Albin Michel en 1991 sous le titre de Roulez jeunesse !, puis chez Casterman en 2005) :

1. Part Ouane, 1984
2. Part Tou, 1986
3. Part Tri, 1986

- La Piscine de Micheville, Dargaud, 1985 (rééd. Albin Michel, 1993 ; puis Les Rêveurs, 2009, édition augmentée)
- La Communion du Mino, Futuropolis, 1985
- Vive la classe !, Futuropolis, 1987
- Cours, camarade!, Albin Michel, 1988
- Le Chemin de l'Amérique, scénario de Jean-Marc Thévenet, Albin Michel, 1990 (rééd. Casterman, 1998)
- L'Autoroute du soleil, Casterman, 1995 (rééd. en deux tomes en 2002) qui reprend le principe de Cours, camarade, mais avec une technique et un format beaucoup plus proches du manga
- Sur la route encore, Casterman, 1997[11]
- Bonne Année, Casterman, 1998[12]
- Les Années Spoutnik, Casterman (intégrale en 2009) :

1. Le Pénalty, 1999
2. C'est moi le chef !, 2000[13]
3. Bip bip !, 2002[14]
4. Boncornards têtes-de-lard !, 2003[15]

- L'Enragé, coll. Aire libre, Dupuis :

1. Tome 1, 2004
2. Tome 2, 2006 (prix Albert-Uderzo : Sanglier du Meilleur Album 2006)

- L'Enragé, esquisses & crayonnés, Chaumont, Le Pythagore, 2004
- Pauvres Zhéros, adaptation et scénario de Pierre Pelot, Rivages/Casterman/Noir, 2008 (sélection officielle du Festival d'Angoulême 2009)
- Noir, Éditions Casterman, 2009
- Fais péter les basses, Bruno !, Futuropolis, 2010
- Ici et là, Les Rêveurs, 2012  (ISBN 978-2-37894010-2)
- Le Silence de Lounès, dessins de Pierre Porte, coll. Univers d'auteurs, Éditions Casterman, 2013
- Canicule, adaptation d'un roman de Jean Vautrin (1982), en bande dessinée, Éditions Casterman, 2013
- The Four Roses, dessins de Jano, Futuropolis, 2015
- Baru : Catalogue déraisonnable pour une exposition fantasmée[16], Le Pythagore, 2019  (ISBN 978-2-37231-069-7)
- Bella Ciao, Futuropolis :

1. Uno, 2020  (ISBN 9782754811699)
2. Due, 2021  (ISBN 9782754831420)
3. Tre, 2022  (ISBN 9782754833776)

- Rodina, Futuropolis, 2023  (ISBN 978-2-7548-3616-6)

### Illustrations
- Squelette, fait cliqueter tes vieux os desséchés, nouvelle de Bill Pronzini, Paris, Gallimard, Futuropolis, 1984, coll. « Futuropolice nouvelle »  (ISSN 0762-9478)
- Comme jeu, des sentiers, texte de Jean-Bernard Pouy, Liber Niger, 2000  (ISBN 2-914445-00-8)
- New York, 100ème rue Est, texte de Jean Vautrin, Frontignan, 6 pieds sous terre, 2004  (ISBN 2-910431-47-9)
- Rock'n'roll antédiluvien, sous la direction de Baru ; D. Aranega, T. Benoit, C. Berberian et al., Angoulême, CNBDI, 2011  (ISBN 978-2-84907-441-1)
- Monsieur Meurtre, roman de Jean Vautrin, Société éditrice du Monde, 2013, coll. « Les Petits Polars du Monde »  (ISBN 978-2-36156-118-5)

## Prix et récompenses
- 1985 : Alfred du meilleur premier album au festival d'Angoulême pour Quéquette Blues
- 1990 :  Prix Urhunden du meilleur album étranger pour Quéquette Blues
- 1991 : Alph-Art du meilleur album français pour Le Chemin de l'Amérique (avec Jean-Marc Thévenet)[4]
- 1996 : 
  - Alph-Art du meilleur album français pour L'Autoroute du soleil[4]
  - Prix des libraires de bande dessinée pour L'Autoroute du soleil
- 2006 :
  - Grand Boum du festival de bande dessinée de Blois, pour l'ensemble de son œuvre
  - Prix Albert-Uderzo du meilleur album pour L'Enragé, tome 2
- 2010 : Grand prix de la ville d'Angoulême pour l'ensemble de son œuvre